# 台鱼乡
台鱼乡，是中华人民共和国河北省保定市顺平县下辖的一个乡镇级行政单位。

## 行政区划
台鱼乡下辖以下地区：
北康关村、南台鱼村、寨子村、东峪村、西柏山村、东柏山村、龙堂村、小掌村、南康关村、康北庄村、燕子水村、导务村、柴各庄村、先峰村、宅仓村、小水村和葛庄子村。